# Roșia, Sibiu
Roșia, mai demult Roșia Săsească (în dialectul săsesc Ritbärch, Rîtberχ, Ridebarχ, în germană Rothberg, în maghiară Veresmart), este satul de reședință al comunei cu același nume din județul Sibiu, Transilvania, România.

## Așezare
Localtatea Roșia este situată în partea centrală a județului Sibiu, în sudul Podișului Hârtibaciului, pe cursul superior al pârâului Zăvoi, pe drumul județean 104G, Nou - Roșia - Cornățel.

## Scurt istoric
Prima atestare documentară datează din anul 1327, însă descoperirile arheologice dovedesc existența omului aici încă din cele mai vechi timpuri, astfel cu prilejul unei periegheze din anul 1968, în locul numit "Fața Nemelei" s-au descoperit fragmente ceramice din epoca bronzului târziu și din epoca hallstattiană. Cele mai consistente urme arheologice sunt cele ale perioadei dacice și cele romane. În partea de sud-vest a satului, în locurile "Kramor" și "Krannerech", sondate în anul 1958, se află o cetate dacică ce conține material ceramic format din vase fragmentare lucrate cu mâna, din pastă grosieră și ornamente specifice acastei specii și fragmente de fructiere din pastă cenușie fină, lucrată la roată, fragmente de oale și străchini din pastă roșie, cenușie și cenușie-negricioasă.
În secolul al XIII-lea a fost construită actuala biserică luterană, ca bazilică romanică scurtă, cu patru travee cu altarul precedat de un cor pătrat și o absidă. Din această etapă a construcției se mai păstrează corul, arcul triumfal, pilaștrii, portalul de nord și ferestrele navei centrale. Bolțile din nava centrală datează din epoca barocă. Din fortificația ce înconjura biserica a mai rămas un singur turn, folosit astăzi drept clopotniță.
Localitatea Roșia a aparținut până în anul 1786 de Scaunul Sibiului, unitate administrativă componentă a organismului de autoadministrare a sașilor transilvăneni, numit Șapte Scaune.

## Economie
Ecomomia așezării este bazată pe activități în domeniul agricol prin cultivarea terenurilor (cartofi, cereale, legume) și creșterea animalelor, exploatarea fânețelor, exploatarea și prelucrarea primară a lemnului, comerțul cu produse agricole și turismul rural.

## Învățământ
Rețeaua școlară a satului Roșia: 
- Școală generală clasele I-VIII - Dir. prof. dr. Dumbravă Alexandru
- Grădiniță

## Monumente istorice
- Biserica Evanghelică-Luterană

##### Obiectiv memorial
Monumentul Eroilor Români din Primul Război Mondial. Monumentul Eroilor „LA VULTURI“ a fost ridicat în anul 1923, din inițiativa Societății Cultul Eroilor. Monumentul este realizat din fier forjat și bronz, fiind împrejmuit cu stâlpi din beton uniți cu lanțuri metalice. Pe frontispiciul monumentului se află următorul înscris comemorativ: „În cinstea eroilor căzuți pe aceste locuri în războiul 1916-1918. Dăruită de Societatea Cultul Eroilor, Comitetul Central, București. Războiul 1916-1918“. Din păcate, în primăvara anului 2009, probabil din cauza sărăciei și ignoranței localnicilor, monumentul și lanțurile au fost furate, probabil cu destinația metal reciclabil.

## Localnici notabili
- Eginald Schlattner, preot luteran, scriitor și fost inginer hidraulic

## Galerie imagini

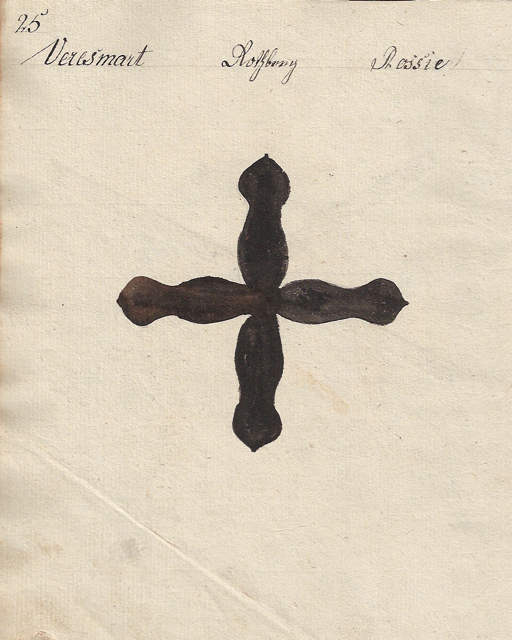
1826 - Danga pentru vitele din Roşia
Primăria comunei Roșia
Ansamblul bisericii evanghelice